# Macrocoma gracillima
Macrocoma gracillima là một loài rêu trong họ Orthotrichaceae. Loài này được (Besch.) Vitt mô tả khoa học đầu tiên năm 1980.